# Maksimilijan Vrhovac
Maksimilijan Vrhovac (mađ.: Verhovácz Miksa; Karlovac, 23. studenog 1752. – Zagreb, 16. prosinca 1827.), zagrebački biskup.

## Životopis
Otac mu je bio Elek (Aleksije) Vrhovac, graničarski kapetan, a majka mu je bila Antonija Znikija. U Karlovcu završio osnovnu školu. Premještajem oca u Graz, Maksimilijan se ondje nastavlja školovati. Izabrao je vojničko zvanje, ali se s 15 godina predomislio i odlučio je otići u zagrebačko sjemenište. Ondje je 1768. primio tonzuru i niže redove. Studirao je teologiju u hrvatskom kolegiju u Beču. 
Rujna 1775. zaređen za đakona. Na Badnjak iste godine zaređen za svećenika. Profesor dogmatike na Zagrebačkoj akademiji i vicerektor sjemeništa u Zagrebu a 1784. kanonik, potom - istodobno s ukidanjem sjemeništa u Zagrebu (i istodobno s ukidanjem svih drugih studija teologije uz biskupije i nadbiskupije) - postavlja ga car Josip II. Bio je profesor i u zagrebačkoj Klasičnoj gimnaziji od 1776. do 1787. godine. 1786. godine za rektora Središnjeg teološkog učilišta u Pešti, jedne od najvažnijih institucija koje su trebale osigurati uspjeh  jozefinističkih reformi; na toj dužnosti dočekuje imenovanje (izbor) za biskupa u Zagrebu kolovoza 1787. godine. U povijesti zagrebačke biskupije zabilježen je kao najmlađi ordinarij (ustoličen je u dobi od 35 godina), s najdužim "mandatom" (40 godina). Potvrđen je i zaređen za biskupa 1788. godine. Kada je uveden u svoju biskupiju, uveo je rimski obred i ukinuo stari zagrebački obred. 
Godine 1788. godine biskup Vrhovac je uredbom Regulatio divinorum in ecclesia cathedrali propisao uvođenje rimskog obreda.
Trag vojničke strasti iz mladosti vidio se kasnije. Kad su Rusija i osmanska država zaratile, pomagao je ranjenicima i radio je na zbrinjavanju vojske koja je prolazila kroz Zagreb.
Svjestan potrebe kulturne i političke integracije svih hrvatskih zemalja. Jedan je od idejnih začetnika hrvatskog narodnog preporoda, 1794. godine u Zagrebu osniva tiskaru, koja uglavnom tiska naslove na hrvatskom jeziku. Bio je mecena mnogim umjetnicima, uvijek uz naglasak da se promovira "ilirska" kultura. Vrhovčeva prosvjetiteljska usmjerenost najjače je izražena u njegovu neumornom zalaganju na prikupljanju nacionalnog duhovnog blaga i širenju knjige u hrvatskom narodu. On sam nabavlja sve što bi moglo pridonijeti duhovnom probitku naroda i razvoju znanosti u Hrvata. 1808. predlaže Hrvatskom saboru da se njegova knjižnica otvori javnosti.
Ljubitelj knjiga. Pozvao na sabiranje svih vrsta starih knjiga i rukopisa. Kao takav jedan je od osnivača današnje Nacionalne i sveučilišne knjižnice. Važan u pokretanju gospodarskog života u Hrvatskoj u početku 19. stoljeća. Svjestan što je bitno za gospodarski napredak Hrvatske, upustio se u pothvat nastojanja izgradnje prometnih veza koje su trebale povezivati Bansku Hrvatsku s Jadranskim morem.
1827. godine osniva Društvo skladnoglasja za Hrvatsku, koje od 1925. djeluje pod imenom Hrvatski glazbeni zavod. Vrhovac je prokušao sastaviti Bibliju na narodnom jeziku, odnosno prevesti Sveto pismo na kajkavsko narječje hrvatskog jezika. U planu su djelovali zagrebački svećenici, kao Stjepan Korolija, Ivan Krstitelj Birling, Tomaš Mikloušić, Ivan Nepomuk Labaš, Ivan Rupert Gusić i Antun Vranić. Neke knjige Starog i Novog zavjeta su uspjeli prevesti, ali kako je Vrhovac umro, program se prekinuo. Zatim je Ignac Kristijanović probao produžiti prevođenje kajkavske Biblije. Međutim je u to vrijeme već bila sazrela opcija, da se hrvatski književni jezik nastavi razvijati na osnovama štokavskog govora.

## Kontroverze
Vrhovca se često povezuje s masonima, jer je uhićen zbog sumnje u vezu s urotom Ignjata Martinovića 1795. godine. Sa sigurnošću se zna da je bivši franjevac i sveučilišni profesor Ignjat Martinović oko 1791. god. bio mason, a da se s M. Vrhovcem dobro poznavao još od 1770-ih, kada su obojica predavali na sveučilištu u Pešti. U sudskoj istrazi (nakon koje su sudionici urote uglavnom bili osuđeni na smrt, a slobodno zidarstvo je bilo zabranjeno u čitavoj Austriji i Ugarskoj) je Vrhovec tvrdio da njegovo poznanstvo s Ignjatom Martinovićem nije imalo nikakve veze ni s masonerijom, ni sa zavjerom. Ni iz iskaza drugih okrivljenika nije se moglo utvrditi da bi M. Vrhovec bio umiješan u zavjeru kojoj je svrha bila pokretanje prevrata po uzoru na Francusku revoluciju. U "Dnevniku" M. Vrhovca nema podataka o vezi s masonima. Neki autori na temelju dokumenata koje su prezentirali članovi masonskih loža početkom 1980.- ih godina, zaključuju da je Vrhovac ipak bio povezan sa slobodnim zidarima.
Nakon istrage o vezama s Ignjatom Martinovićem, vlasti su dopustile da se Maksimilijan Vrhovac vrati na važno mjesto zagrebačkog biskupa, gdje je narednih desetljeća mnogo pridonio hrvatskoj kulturi i dobrobiti naroda. Jedva da ima kulturno-prosvjetne, društvene ili humanitarne institucije potkraj 18. i početkom 19. stoljeća koju Maksimilijan Vrhovac nije utemeljio, potpomogao ili potaknuo. [nedostaje izvor]

## Spomen i baština
- ulice koje nose naziv po Vrhovcu nalaze se Karlovcu i Varaždinu
- park koji nosi naziv po Vrhovcu nalaze se Donjoj Stubici
- masonske lože koje nose naziv po Vrhovcu: prva osnovana 1913. godine u Zagrebu pod zaštitom Velike simboličke lože Ugarske (kasnije prešla u Veliku ložu SHS "Jugoslavija", ugašena je 1940.); druga je osnovana 1989. godine u Beogradu pod zaštitom Velike lože Jugoslavije (danas RVL Srbije);[7] treća je osnovana 2014. godine u Zagrebu pod zaštitom Velike lože Hrvatske

## Djela
- Podvuchanya vu naj poglavitesheh vere iztinah, y naj oszebitesheh kerztchanzkeh dusnoztjah (1822.)

## Vanjske poveznice
- Podvuchanya vu naj poglavitesheh vere iztinah y naj oszebitesheh kerztchanzkeh dusnoztjah (1822.), digital.onb.ac.at
- Maksimilijanova kupelj  Arhivirana inačica izvorne stranice od 10. kolovoza 2007. (Wayback Machine)
- Biografija na stranicama HRT-a  Arhivirana inačica izvorne stranice od 30. ožujka 2010. (Wayback Machine)
- Biografija na stranicama Zagrebačke Nadbiskupije

| Titule u Katoličkoj Crkvi | Titule u Katoličkoj Crkvi     | Titule u Katoličkoj Crkvi      |
| ------------------------- | ----------------------------- | ------------------------------ |
| prethodnik Josip Galjuf   | zagrebački biskup 1788.–1827. | nasljednik Aleksandar Alagović |